# Miroslav Plátek
Miroslav Plátek (7. srpna 1922 Malá Skála – 8. října 1987 Praha) byl pedagog a sklářský výtvarník.

## Život
Miroslav Plátek v letech 1937–1940 studoval obor rytí skla na Sátní odborné sklářsko-obchodní škole v Železném Brodu u Ladislava Přenosila a za války pokračoval v ateliéru pro užité sochařství a rytí kamene a skla na Uměleckoprůmyslové škole v Praze u prof. Karla Štipla. Plátek se u prof. Štipla naučil kresbu a modelování a roku 1946 ze školy odešel ještě před ukončením studia, aby se mohl věnovat ryteckému řemeslu. Studia dokončil roku 1947, kdy už měla UPŠ statut vysoké školy.
Od prvního ročníku studia na střední škole měl rytecký stroj i doma a pracoval na zakázkách pro Železnobrodské sklárny. Ještě během pobytu na střední škole začal pracovat pro podnikatele Jaroslava Vele. od roku 1950 byl výtvarníkem n.p. Železnobrodské sklo, od roku 1951 jako zaměstnanec podnikového technicko-výtvarného střediska. Od roku 1969 působil jako pedagog Střední uměleckoprůmyslové školy sklářské v Železném Brodu, od roku 1975 do roku 1983 byl ředitelem školy.

## Dílo
Miroslav Plátek osvědčil svůj talent už během studií na střední škole a brzy svými ryteckými schopnostmi převyšoval své spolužáky i svého profesora. Podle Přenosilových i vlastních předloh pískoval a ryl především vázy s legionářskou tematikou, vlasteneckými a náboženskými motivy, scénami ze života na venkově, vinobraní, rybáře nebo ptáky. Podle předlohy Mikoláše Alše vytvořil plaketu a vázu se sv. Václavem.
Během studií na VŠUP ryl vlastní motivy (Umění, sv. František) a pro firmu Jaroslav Vele několik variant Mateřství, vesnické a náboženské motivy, nejčastěji podle předlohy Jindřicha Tocksteina nebo svého bratra Václava Plátka (Den a noc, Hudba, Plachetnice) Po znárodnění skláren ryl zakázky pro Železnobrodské sklo.
Na počátku 50. let převládala pracovní tematika s technicky mimořádně náročnými reliéfními rytinami, ale Miroslav Plátek vyryl také portréty Miroslava Tyrše nebo Antonína Dvořáka. I nadále využíval předlohy J. Tocksteina (Loutkové divadlo, Labutí jezero, Božena Němcová, Alois Jirásek). Ryl i podle předloh Adolfa Zábranského (Osvobození, Slovenské povstání) a zhotovil upomínkové předměty a sportovní ocenění podle předloh arch. Jana Sokola.
Autorské rytiny někdy zabraly dny, ty nejnáročnější až měsíce práce. Miroslav Plátek vynikal v reliéfní (kamejové) i hloubkové (intagliové) i plošné lineární rytině ve skle, ale provedl i několik miniatur v přírodním křišťálu. Téměř pro každou rytinu volil jiný postup při znázornění detailů a přiváděl tuto techniku na práh uměleckořemeslné dokonalosti. Jeho autorský styl sochaře-rytce je nezaměnitelný a v detailech nenapodobitelný.
Drobné upomínkové předměty, které vytvořil, sloužily jako prototypy pro další rytce. Většina jeho ryteckých prací se nachází v soukromém vlastnictví, jako ryté vázy a poháry vítězů nejrůznějších soutěží.

### Zastoupení ve sbírkách (výběr)
- Museum Kunst Palast, Düsseldorf[10]
- Corning Museum of Glass
- Moravská galerie v Brně
- Muzeum skla a bižuterie v Jablonci nad Nisou
- Muzeum Železný Brod
- Severočeské muzeum p.o., Liberec
- Východočeské muzeum, Pardubice

### Výstavy (výběr)
- 1945 Výstava studentů výtvarníků, Uměleckoprůmyslové museum, Praha
- 1950 Sklo a výtvarník, Galerie Československý spisovatel, Praha
- 1952 Výstava vnitřního zařízení pracoviště a obydlí, Uměleckoprůmyslové museum, Praha
- 1955 Současné sklo (Deset let práce československých výtvarníků), Severočeské muzeum p.o., Liberec
- 1958 Uměleckoprůmysloví výtvarníci Libereckého kraje, Národní technické muzeum v Praze, pobočka v Jablonci nad Nisou
- 1959/1960 IV. přehlídka československého výtvarného umění, Praha
- 1960 M. a V. Plátkové: Sklo, J. Brok: Fotografie, Národní technické muzeum v Praze, pobočka v Jablonci nad Nisou
- 1960 XII. Triennale di Milano, Pallazo dell'Arte, Milán
- 1965 Ryté sklo: První přehlídka soudobé tvorby, Moravská galerie v Brně
- 1965 Výtvarní umělci k výročí 20 let ČSSR, Dům U Hybernů, Praha
- 1965 Salón současného rytého skla, Moravská galerie v Brně
- 1967 Expo 67, Montreal (Québec)
- 1969 Z přírůstků užitého umění 20. století, Moravská galerie v Brně
- 1969 50 Jahre der Tschechischen angewandten Kunst und Industrial Design, MAK – Österreichisches Museum für angewandte Kunst / Gegenwartskunst, Vídeň
- 1973/1974 Böhmisches Glas der Gegenwart, Museum für Kunst und Gewerbe Hamburg, Museum Kunstpalast (Kunstmuseum Düsseldorf), Düsseldorf, Badisches Landesmuseum Karlsruhe, Kunstgewerbemuseum Berlin, Kunstsammlungen der Veste Coburg
- 1977 Umělecké sklo 1977, Praha
- 1980 Trienále řezaného skla, Uměleckoprůmyslové muzeum, Brno
- 1980 Die Kunst Osteuropas im 20. Jahrhundert, Garmisch-Partenkirchen
- 1987/1988 8. Trienále řezaného a rytého skla: Těžítko a drobný objekt, Moravská galerie v Brně
- 1996/1997 Užité umění 60. let, Uměleckoprůmyslové muzeum, Brno
- 2005 Aufbruch. Tschechische Glas 1945–1980, Museum Kunstpalast (Kunstmuseum Düsseldorf), Düsseldorf
- 2005/2006 Design in an Age of Adversity: Czech Glass, 1945–1980, The Corning Museum of Glass, Museum of Glass, Tacoma
- 2007 Czech Glass / 1945–1980 (Design in an Age of Adversity and Illusion) / České sklo / 1945–1980 (Tvorba v době mizerie a iluzí), Veletržní palác, Praha
- 2017 Automat na výstavu: Československý pavilon na Expo 67 v Montrealu / The Automatic Exhibition: The Czechoslovak Pavilion at Expo 67 in Montreal, Retromuseum, Cheb (Cheb)
- 2018/2019 Dva v jednom: Design českého a slovenského skla 1918–2018, Muzeum skla a bižuterie v Jablonci nad Nisou, Jablonec nad Nisou (Jablonec nad Nisou)